# Focke-Wulf Ta 183
Фокке-Вульф Та 183 (нем. Focke-Wulf Ta 183) «Huckebein» — немецкий турбореактивный истребитель-перехватчик, созданный в Третьем Рейхе в годы Второй мировой войны и частично построенный.

## История создания
Разработка истребителя началась в конце 1942 года на заводах «Фокке-Вульф». Проектировал самолёт конструктор Ганс Мультхопп под руководством Курта Танка.
Варианты конструкции Та 183
В первом варианте предусматривалась установка на самолет двигателя Jumo 004 (Проект I).
Во втором варианте планировалась установка более мощного двигателя Heinkel-Hirth HeS 011, что потребовало небольшой переделки хвостовой части самолёта (Проект II).
Победа в конкурсе
В феврале 1945 года самолёт победил в конкурсе истребителей, который проводило верховное командование Люфтваффе. Машина получила название Танк Та 183. Люфтваффе заказало 16 серийных машин модификаций V1-V3. Первый полёт прототипа планировался в мае-июне 1945 года, а начало серийного производства в октябре того же года.
Нереализованный проект
8 апреля 1945 года британские войска захватили заводы Фокке-Вульфа. Работы над Та 183 прекратились и больше никогда не возобновлялись.
Реактивный истребитель Та 183 не был достроен до конца и никогда не поднимался в воздух.
После взятия Берлина весной 1945 года советские военные нашли в здании германского Министерства авиации полный комплект чертежей Та 183 и сведения по испытаниям крыла самолета.
Через два года, с интервалом в несколько недель в СССР и США появились реактивные истребители МиГ-15 и F-86 Sabre, конструктивно схожие с Та 183. Несколько позже, в начале января 1948 года в воздух поднялся истребитель ЛА-15 конструкторского бюро Семёна Лавочкина, также близкий по конструкции к Ta 183

## В играх
Этот самолёт можно увидеть в играх Ил-2 Штурмовик и World of Warplanes (как истребитель IX уровня).

## Тактико-технические характеристики

Focke-Wulf Ta 183

Источник данных: Jet Planes of the Third Reich

Технические характеристики
- Экипаж: 1
- Длина: 9,4 м
- Высота: 3,86 м
- Площадь крыла: 22,5 м²
- Масса пустого: 2830 кг
- Масса снаряжённого: 4300 кг
- Силовая установка: 1 × ТРД Heinkel HeS 011[англ.]
- Тяга: 1 × 13 кН

Лётные характеристики
- Максимальная скорость: 955 км/ч
- Скороподъёмность: 20,4 м/с
- Тяговооружённость: 0,37

Вооружение
- Стрелково-пушечное: 4 × 30-мм MK 108
- Точки подвески: 4
- Управляемые ракеты: 4 × Ruhrstahl X-4
- Бомбы: 500 кг